# Henri Jean Rigel
Pour les articles homonymes, voir Rigel (homonymie).
Henri Jean Rigel, né le 11 mai 1770 à Paris et mort le 16 décembre 1852 à Abbeville, est un pianiste et compositeur français.

## Biographie
Henri Jean Rigel naît le 11 mai 1770 à Paris,.
Pianiste et compositeur, il est l'un des fils du compositeur d'origine souabe Henri-Joseph Rigel. Entré d'abord à l'école royale de chant, il enseigne ensuite au Conservatoire dès sa création, en 1795, jusqu'en 1797,.
En l'an VI, le général Bonaparte l'appelle à faire partie de l'expédition d'Égypte en qualité de compositeur. Au Caire, il devient membre de l'Institut égyptien des sciences et des arts et est nommé directeur musical du nouveau Théâtre français, pour lequel il écrit notamment l'opéra-comique Les deux meuniers (1799).
Henri Jean Rigel revient en France en 1800.
En 1805, Napoléon le nomme pianiste de la musique particulière de l'Empereur, et Louis XVIII le confirme dans cette fonction.
Il est décoré de la croix de la Légion d'Honneur en 1838. Il est membre de la Société académique des Enfants d'Apollon et de la Société royale d'émulation d'Abbeville.
Devenu célèbre, Henri Jean Rigel compte César Franck parmi ses élèves,.
Il épouse Mlle Duval de Sorcourt et s'installe à Abbeville, où il meurt le 16 décembre 1852 à l'âge de 82 ans.
Comme compositeur, il est l'auteur de nombreuses œuvres, notamment deux opéras-comiques, Les Deux meuniers (Le Caire, 1799) et Le Duel nocturne (Paris, 23 décembre 1805), des œuvres vocales, une symphonie, quatre concertos pour piano, des pièces pour orchestre, de la musique de chambre et des pièces pour piano, mais plusieurs de ses œuvres sont aujourd'hui perdues.